# Barjac (Gard)
Barjac é uma comuna francesa na região administrativa de Occitânia, no departamento de Gard. Estende-se por uma área de 42,72 km². Em 2010 a comuna tinha 1 638 habitantes (densidade: 38,3 hab./km²).